# Vantablack

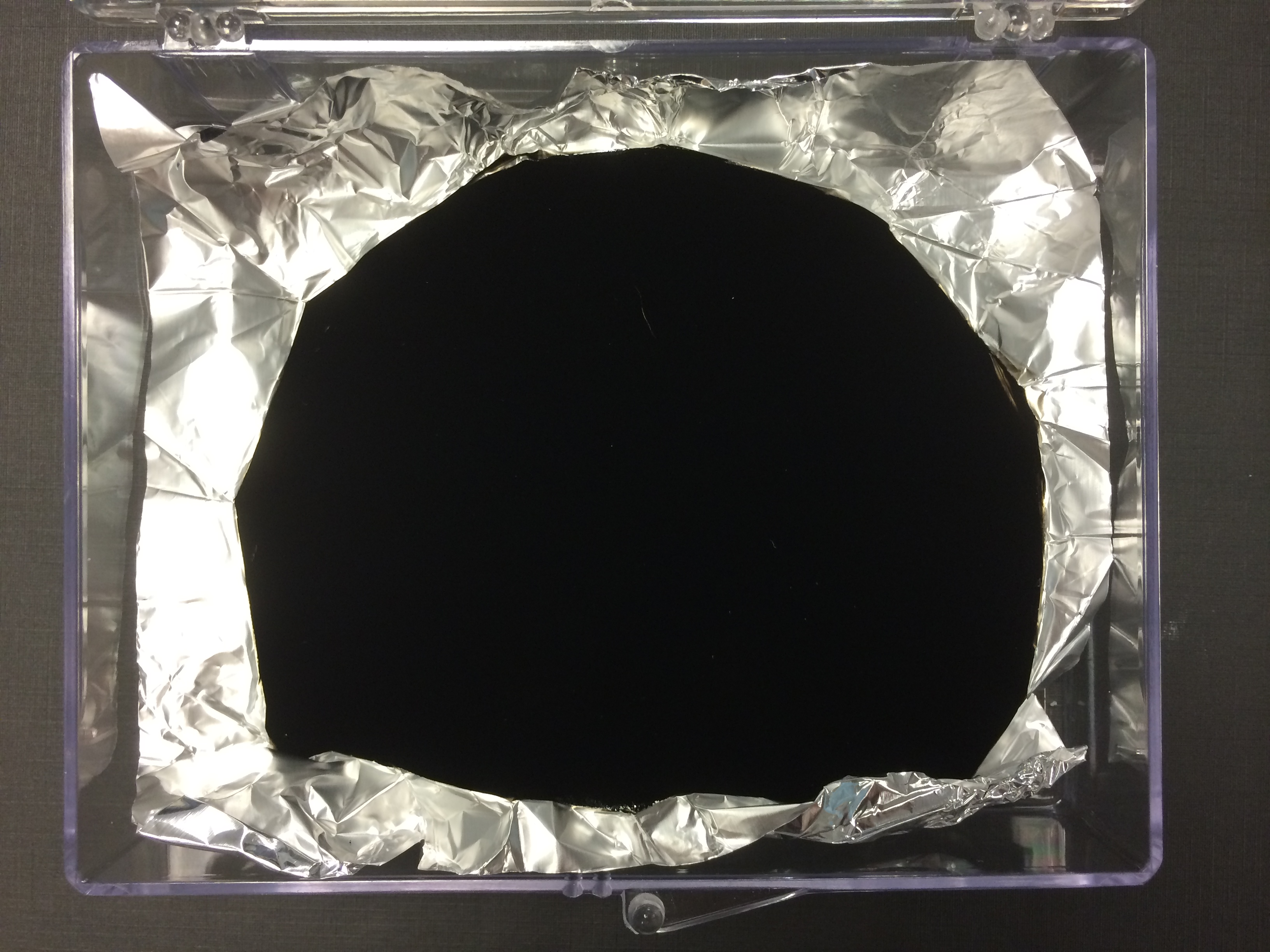
Lá nhôm nhăn với một phần được phủ bằng Vantablack. Phần lá nhôm được phủ Vantablack trông giống như mặt phẳng đen tuyền.

Vantablack là một chất làm bằng mảng ống nano carbon liên kết theo chiều dọc và là một trong những vật chất nhân tạo siêu đen được biết, được tạo ra vào năm 2014. Nó có thể hấp thụ đến 99,965% số bức xạ trong quang phổ nhìn thấy được.

## Từ nguyên
Tên xuất phát từ chữ "Vanta" (viết tắt của thuật ngữ "Vertically Aligned NanoTube Arrays", tạm dịch là "Mảng ống nano cacbon thẳng đứng được đồng chỉnh") ghép với chữ "black" (nghĩa là "đen").

## Tính chất

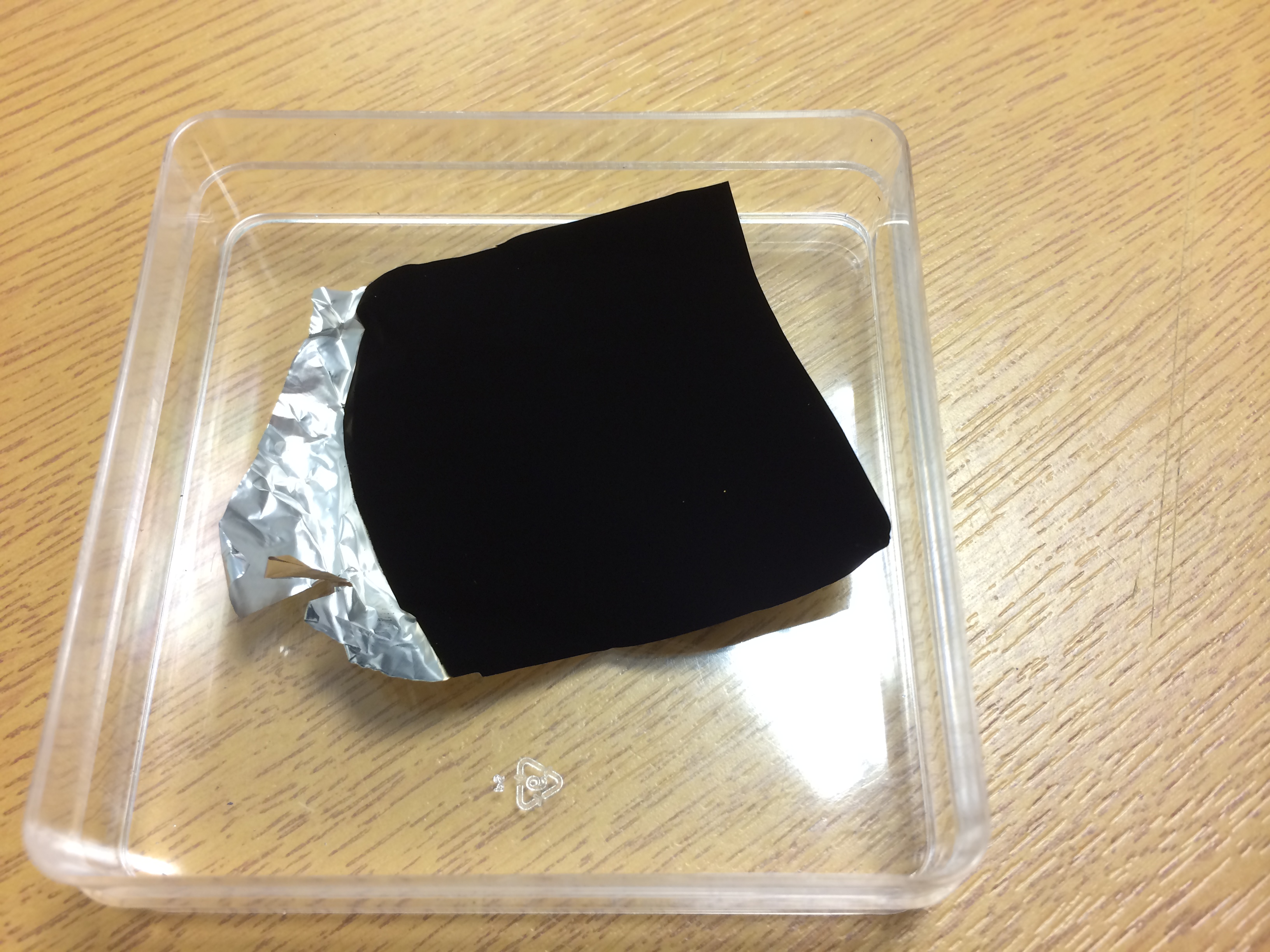
Vantablack được phủ trên lá kim loại.

Cấu trúc 3 chiều của ống nano

Vantablack là một "khu rừng" ống nano carbon bao gồm hàng tỉ ống nano cacbon được "phủ" lên bề mặt bằng cách sử dụng phương pháp bay hơi lắng đọng hóa học (CVD), hoặc thông qua thiết bị phun sương Vantablack S-VIS mới được phát triển, chỉ có điều những "cây nano cacbon" này có thể cao hàng trăm mét vì tỷ lệ chiều dài của các ống nano carbon lớn gấp nhiều lần so với đường kính của nó. Mỗi ống nano trong Vantablack có đường kính khoảng 20 nanometer (nhỏ hơn khoảng 3.500 lần so với đường kính trung bình của tóc người), và thường dài từ khoảng 14 micrometer đến 50 micrometer. Một diện tích bề mặt 1 cm² sẽ chứa khoảng 1 tỷ ống nano.
Khi hạt photon ánh sáng gặp "rừng" ống nano cacbon, thay vì bật ra ngoài, chúng bị mắc kẹt trong đó và phản xạ liên tục bên trong các ống này. Cuối cùng, hạt photon đánh mất năng lượng và chuyển thành nhiệt trước khi tan biến vĩnh viễn. Vì vậy, nó có thể hấp thụ đến 99,9% ánh sáng, kể cả tia laser cường độ cao cũng bị hấp thụ và không có gì phản hồi lại mắt người xem. Nó khiến mọi vật thể 3 chiều được phủ Vantablack đều nhìn trông như mặt phẳng 2 chiều.
Vantablack đã được cải tiến so với các chất tương tự trước đây được phát triển vào thời điểm đó. Vantablack hấp thụ đến 99,965% ánh sáng nhìn thấy. Ngoài ra, vật liệu mới này có thể được tạo ra ở nhiệt độ 400°C (752°F); NASA đã phát triển một chất tương tự có thể phủ ở nhiệt độ 750°C (1.380°F). Vantablack có thể được phủ trên các vật liệu không thể chịu được nhiệt độ cao hơn.
Mức độ thải khí và phóng xạ của Vantablack thấp. Mức độ cao của các chất tương tự trong quá khứ đã khiến nó gặp khó khăn trong thương mại. Vantablack cũng chịu được sự rung động cơ học lớn hơn và có độ ổn định nhiệt lớn hơn.
Vantablack gần như không có khối lượng. Vì dù bao gồm nhiều ống nano cacbon, nhưng chiếm tỉ lệ lớn của loại vật chất này là không khí và các ống nano carbon này gần như không có khối lượng. Vantablack cũng có thể được dùng để phủ lên các tấm kim loại và làm cho nó nổi trên mặt nước. Trong thử nghiệm của mình, các nhà khoa học phát hiện ra rằng nếu đặt đĩa nhôm được phủ Vantablack lên trên mặt nước thì nó có thể nổi. Nhưng nếu nhấn chìm đĩa nhôm xuống dưới bề mặt nước thì nó sẽ chìm chứ không thể nổi lại lên trên bề mặt.
Cơ quan Quốc tế về Nghiên cứu Ung thư của Tổ chức Y tế Thế giới đã phân loại Vantablack vào nhóm "những chất không thể xếp loại vào tác nhân có thể gây ung thư cho người (Nhóm 3)".

## Phát triển
Sự phát triển ban đầu đã được tiến hành tại Phòng thí nghiệm Vật lý Quốc gia (Anh) (NPL) mặc dù thuật ngữ "Vanta" không được đặt ra cho đến một thời điểm sau đó. Hiện tại, Vantablack đang được phát triển bởi công ty Surrey Nanosystems. Mảng ống nano cacbon liên kết theo chiều dọc đang được bán bởi một số công ty, bao gồm cả NanoLab, Santa Barbara Infrared và những công ty khác.
Tên Vantablack đã được đăng ký nhãn hiệu và đã được tham chiếu trong ba bằng sáng chế đăng ký tại Văn phòng Sáng chế và Nhãn hiệu Hoa Kỳ.

## Ứng dụng
Chất này có nhiều ứng dụng tiềm năng, bao gồm việc loại bỏ nhiễu loạn ánh sáng trong kính thiên văn, đặc biệt là kính thiên văn Hubble và cải thiện hiệu năng của các camera hồng ngoại cả trên trái đất và trong không gian. Ben Jensen, Giám đốc Công nghệ Surrey NanoSystems, giải thích: "Ví dụ, nó làm giảm nhiễu loạn, nâng cao khả năng của các kính viễn vọng nhạy cảm để có thể nhìn thấy những ngôi sao yếu ớt... Hệ số phản xạ cực thấp của nó cải thiện độ nhạy của thiết bị đo mặt đất, không gian và không khí.".

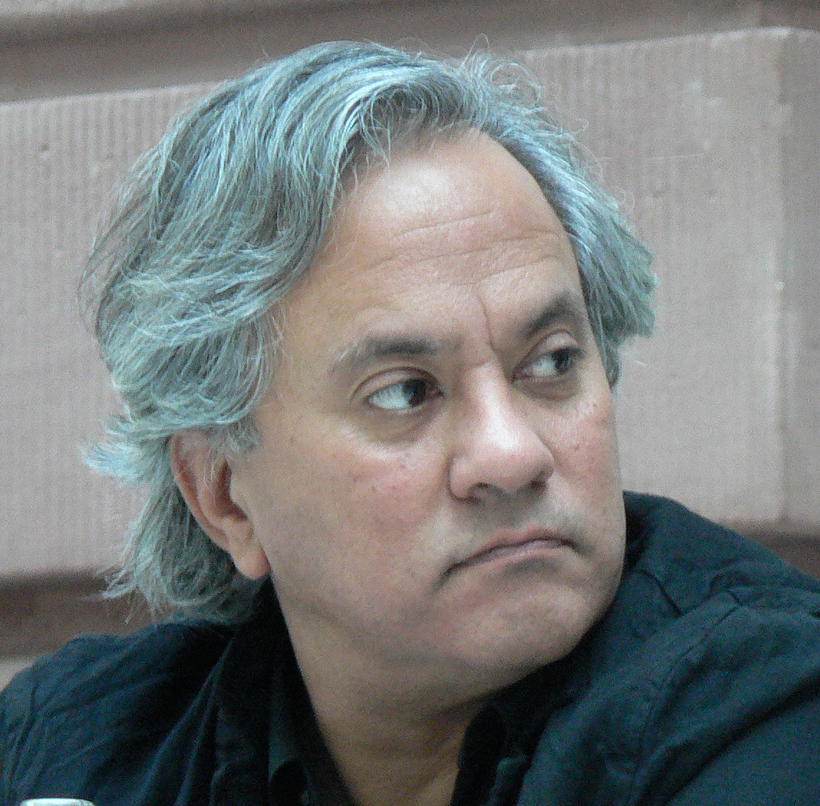
Nhà điêu khắc người Anh gốc Ấn Độ và Do Thái, Anish Kapoor

Vantablack cũng có thể tăng khả năng hấp thụ nhiệt trong các vật liệu được sử dụng trong công nghệ năng lượng mặt trời tập trung, cũng như các ứng dụng quân sự như ngụy trang nhiệt. Độ sáng của Vantablack và khả năng mở rộng hỗ trợ một loạt các ứng dụng.
Loại vật liệu này đang được sử dụng bởi nhà điêu khắc Anish Kapoor, người đã nói, "Nó hiệu quả giống như một loại sơn... Hãy tưởng tượng một không gian tối, khi bạn bước vào trong,bạn sẽ mất tất cả cảm giác về nơi bạn ở, bạn là gì và đặc biệt là về thời gian." Màu này chỉ được cấp phép cho studio của Kapoor để sử dụng trong nghệ thuật, gây xúc phạm cho một số nghệ sĩ khác như Christian Furr và Stuart Semple. Tuy nhiên, nhà sản xuất đã giải thích rằng Vantablack cũng phải chịu sự kiểm soát xuất khẩu của Vương quốc Anh, và nhiệt độ với yêu cầu vật lý của nó là không thực tế để sử dụng trong nhiều loại nghệ thuật.

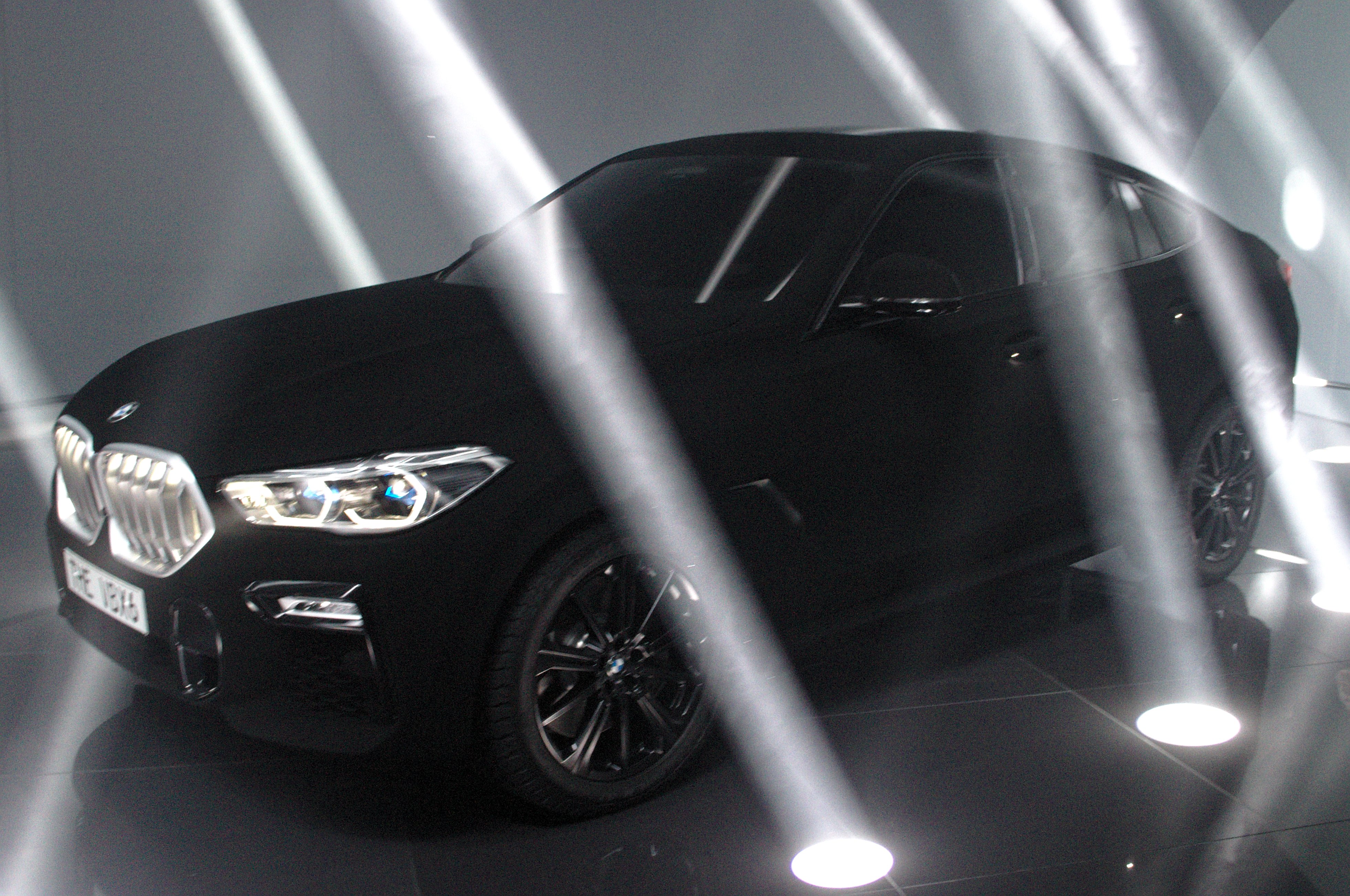
BMW G06 Vantablack tại IAA 2019

Vantablack được sử dụng làm một số loại sơn, bao gồm Vantablack S-VIS, Vantablack S-IR và Vantablack VBx. Vantablack S-IR nổi trội hơn ở mức độ hấp thụ hồng ngoại. Vantablack VBx2 được sử dụng để sơn mặt ngoài cho một gian hàng Vantablack phục vụ Thế vận hội Mùa đông 2018. BMW cũng đã hợp tác với Surrey Nanosystems để sử dụng VBx2 sơn lên xe SUV X6.

## Sản xuất thương mại
Vào năm 2015, sản phẩm đã được mở rộng để đáp ứng nhu cầu của người mua hàng không và quốc phòng. Đơn đặt hàng đầu tiên được phân phối vào tháng 7 năm 2014.
Vệ tinh tầm thấp Kent Ridge 1 nhằm quan sát Trái Đất của Đại học Quốc gia Singapore và BST được tên lửa PSLV đưa lên quỹ đạo ngày 16/12/2015 (UTC+05:30) từ Trung tâm Vũ trụ Satish Dhawan là vệ tinh đầu tiên sử dụng Vantablack trong thiết bị định vị sao.